# Gastromyzon aeroides
Gastromyzon aeroides es una especie de peces de la familia de los Balitoridae en el orden de los Cypriniformes.

## Morfología
• Los machos pueden llegar alcanzar los 4,6 cm de longitud total.

## Distribución geográfica
Se encuentra en Sabah y Brunéi.